# Casa-fàbrica Coy i López
La casa-fàbrica Coy i López era un conjunt d'edificis situats als carrers de la Cadena i de Sant Jeroni (actualment Rambla del Raval) del Raval de Barcelona, actualment desapareguts.

## Història
El 1798, Josep Antoni Martí Creus va presentar a l'Ajuntament el projecte d'obertura d'un carrer entre els de la Cadena i de la Riereta, que s'anomenaria de Sant Antoni de Pàdua. Tanmateix, va topar amb l'oposició d'altres propietaris, que el 1807 van presentar un nou projecte que incloïa els de Sant Jeroni, Sant Bartomeu, Sant Martí i Sant Antoni de Pàdua, de manena que aquest darrer no passava del primer.
La urbanització del sector va quedar interrompuda per la Guerra del Francès, i el 1828, el fuster Andreu Coy va demanar permís per a construir un edifici de planta baixa i quatre pisos al carrer de la Cadena, segons el projecte del mestre de cases Josep Pedrerol i Carbonell. El 1830, va demanar permís per a construir un edifici de planta baixa al carrer de Sant Jeroni, segons el projecte del mateix Pedrerol.
El 1832, Coy va constituir amb el metge Joan López la societat comanditària Andreu Coy i Cia per a la fabricació i comercialització de filats de cotó amb un capital de 16.000 lliures a parts iguals (que Coy va aportar en forma de maquinària valorada en 12.000 lliures) i una duració de cinc anys. L'any següent, Coy va demanar permís per a construir-hi tres pisos més, segons el projecte de l'arquitecte Joan Vilà i Geliu. Per a poder finançar la construcció de les quadres al segon i tercer pis, López prestà 2.500 lliures a la societat.
El 1835, hi van fer instal·lar una màquina de vapor de 12 CV, procedent de la fàbrica Hall de Dartford (Anglaterra), essent una de les primeres de Barcelona en utilitzar aquesta força motriu. Pel que sembla, la revocació del permís administratiu a començaments de la dècada del 1840 va provocar el tancament de la fàbrica, i el 1843, Joan López va demanar permís per a reformar l'edifici del carrer de Sant Jeroni, segons el projecte de l'arquitecte Josep Buxareu. El 1857 hi havia la foneria de ferro de Benet Rivatallada, i el 1863, el taller de construcció de màquines de Josep Gassol.
Per la seva banda, Andreu Coy va instal·lar un forn de pa a la seva casa del carrer de la Cadena, i va morir el 1861.
Finalment, aquests edificis, afectats pel PERI, van ser enderrocats el 1999 per a l’obertura de la Rambla del Raval.

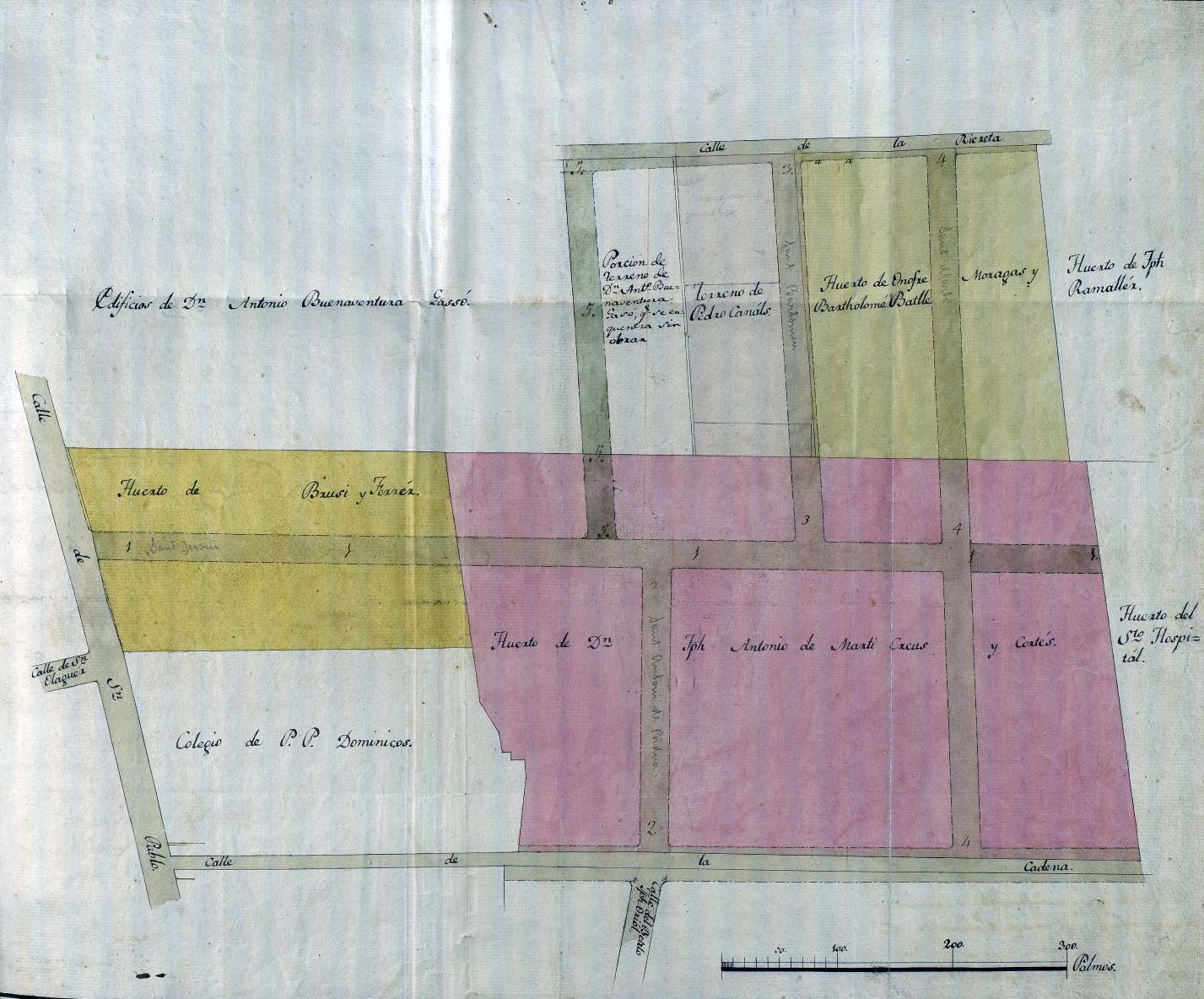
Projecte d'obertura dels carrers de Sant Jeroni, Sant Bartomeu, Sant Martí i Sant Antoni de Pàdua (1807)

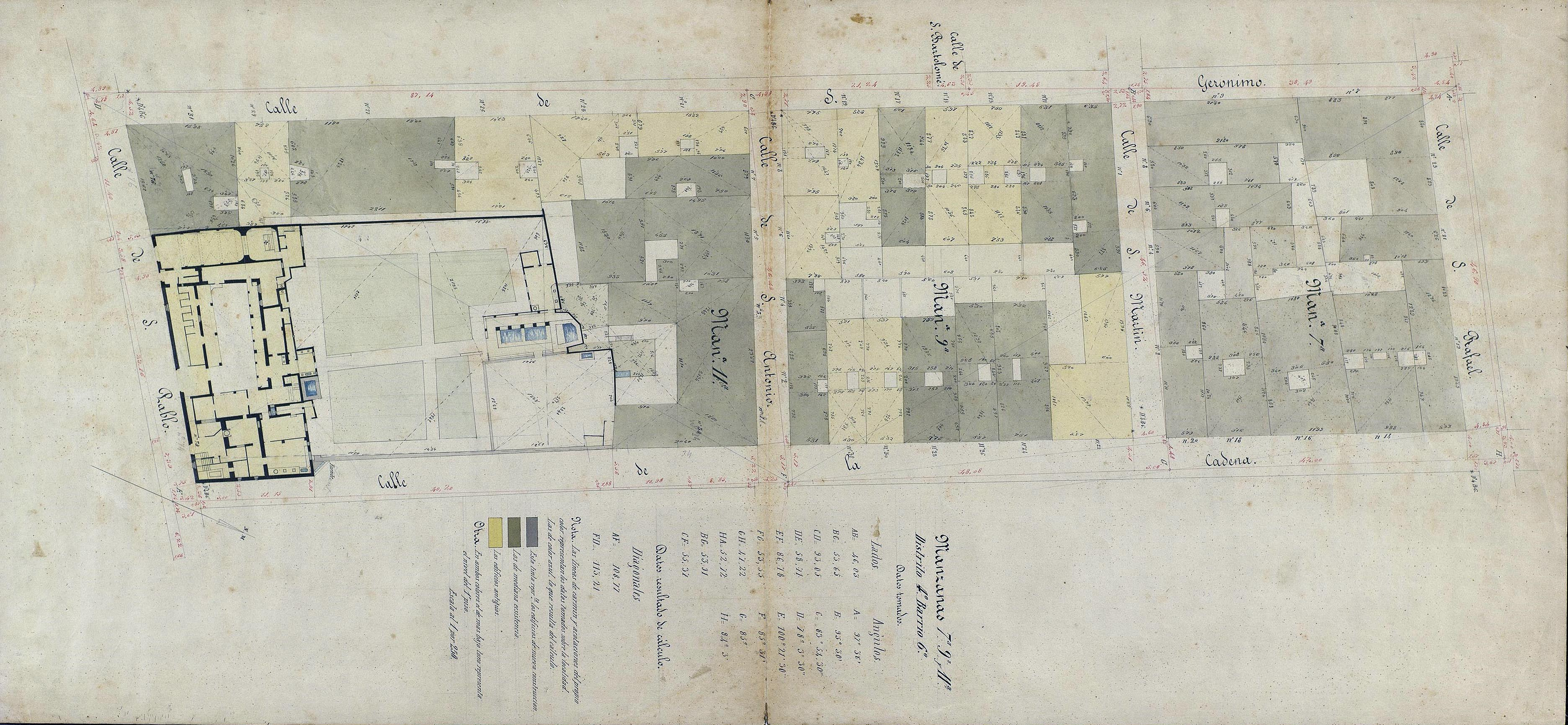
Quarteró núm. 101 de Garriga i Roca (c. 1860)